# Joe Smith
Joseph Leynard "Joe" Smith (Norfolk, Virginia, 26 de julio de 1975) es un exjugador de baloncesto estadounidense que disputó 16 temporadas en la NBA. Con 2,08 metros de altura, jugaba en la posición de ala-pívot. Junto con Chucky Brown, Tony Massenburg,  y Jim Jackson tuvo el récord de haber jugado en 12 equipos distintos en la NBA, récord superado por Ish Smith en la temporada 2022-23.

## Trayectoria deportiva

### Universidad
Jugó tan solo 2 temporadas para los Terrapins de la Universidad de Maryland, promediando unas excelentes estadísticas de 20,2 puntos, 10,7 rebotes y 3,1 tapones por partido, lo que le hizo abandonar sus estudios antes de tiempo, en vistas de una buena elección en el Draft de la NBA. Obtuvo casi todos los premios que se otorgan al mejor universitario del año, incluido el prestigioso Naismith College Player of the Year.

### NBA

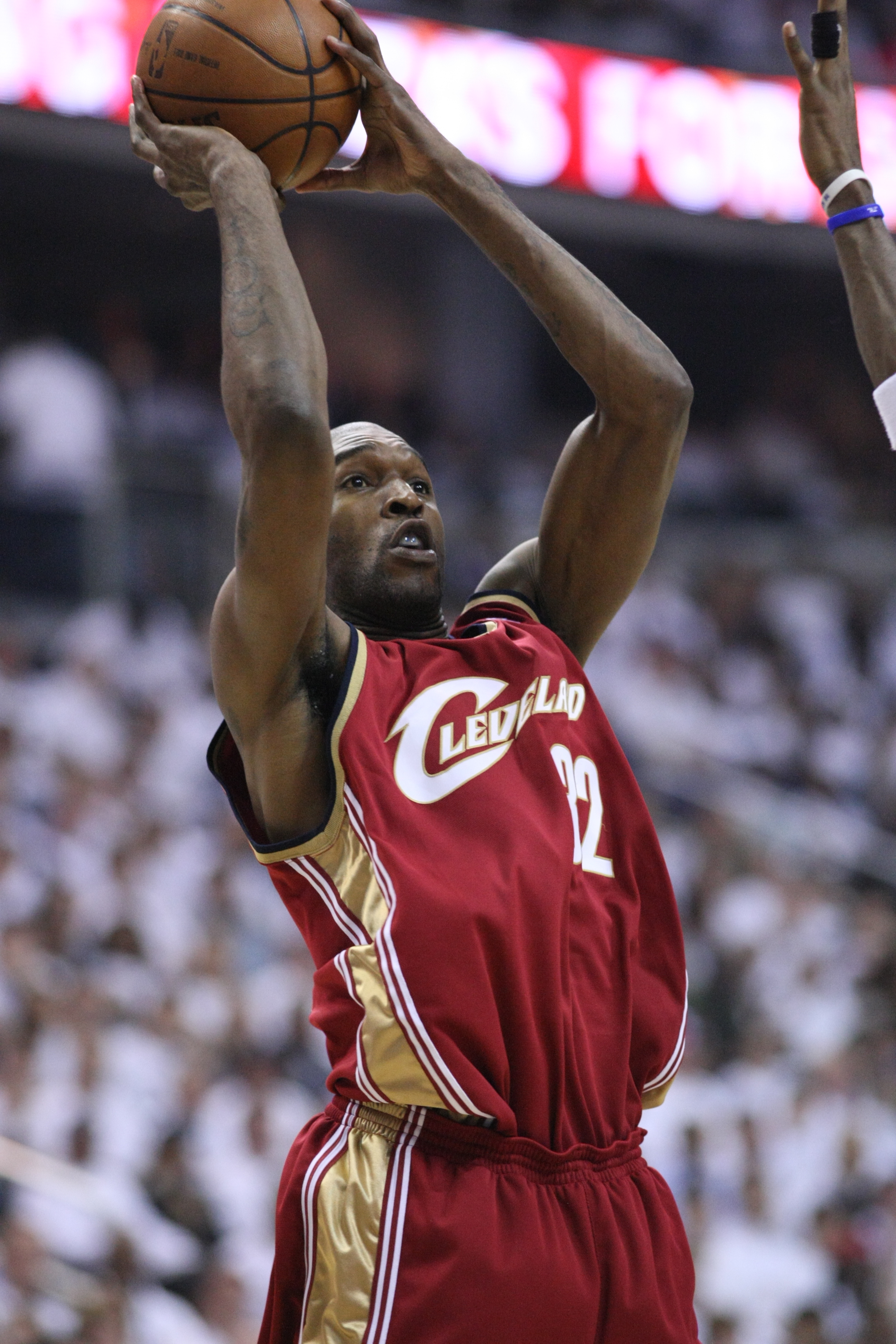
Smith, con los Cavs en 2008.

Y no se equivocó, ya que fue elegido como número 1 en el Draft de 1995 por los Golden State Warriors. Pero su carrera nunca ha sido lo que se esperaba de él. Su único mérito lo consiguió en su primera campaña, al ser incluido en el mejor quinteto de rookies de ese año, después de promediar 15,3 puntos y 8,7 rebotes. Incluso ha sido elegido por la prensa especializada como el 4º mayor fracaso en la historia del Draft.
Permaneció 2 temporadas y media en California, siendo traspasado a mediados de la tercera a los Sixers, donde apenas jugó 30 partidos antes de ser de nuevo traspasado a Minnesota Timberwolves. Allí se produjo un escándalo relacionado con el límite salarial, que involucró también al ejecutivo del equipo http://stats.nba.com/player/#!/78331/ Archivado el 1 de abril de 2016 en Wayback Machine., exjugador de los Celtics, y que ocasionó que el equipo de Minnesota estuviera 5 años sin posibilidades de elección en primera ronda del draft.
Posteriormente ha pasado por Detroit Pistons, Milwaukee Bucks y Denver Nuggets, jugando de nuevo en la temporada 2006/07 en los Philadelphia 76ers. En julio de 2007 fichó por Chicago Bulls.
El 21 de febrero de 2008 fue traspasado a Cleveland Cavaliers en un traspaso a tres bandas entre los Cavs, Seattle SuperSonics y los Bulls. Meses más tarde, el 13 de agosto de 2008, fue incluido en otro nuevo traspaso a tres bandas que le enviaba a Oklahoma City Thunder. El 1 de marzo de 2009 fue cortado por los Thunder y fichó por Cleveland Cavaliers.
El 25 de agosto de 2009 firmó un contrato por una temporada con Atlanta Hawks. 
El 10 de septiembre de 2010, Smith fichó por New Jersey Nets.
El 14 de diciembre de 2010 ficha por Los Angeles Lakers para dar minutos de descanso a Pau Gasol y a Andrew Bynum como parte de un traspaso a tres bandas en el que Sasha Vujacic se va a los New Jersey Nets y Terrence Williams a los Houston Rockets, ya que estaba disfrutando de un tiempo marginal debido a las lesiones en los New Jersey Nets.

## Estadísticas de su carrera en la NBA

### Temporada regular
| Año     | Equipo        | PJ    | PT  | MPP  | %TC  | %3P   | %TL   | RPP | APP | ROB | TPP | PPP  |
| ------- | ------------- | ----- | --- | ---- | ---- | ----- | ----- | --- | --- | --- | --- | ---- |
| 1995–96 | Golden State  | 82    | 82  | 34.4 | .458 | .357  | .773  | 8.7 | 1.0 | 1.0 | 1.6 | 15.3 |
| 1996–97 | Golden State  | 80    | 80  | 38.6 | .454 | .261  | .814  | 8.5 | 1.6 | .9  | 1.1 | 18.7 |
| 1997–98 | Golden State  | 49    | 49  | 33.6 | .429 | .000  | .769  | 6.9 | 1.4 | .9  | .8  | 17.3 |
| 1997–98 | Philadelphia  | 30    | 6   | 23.3 | .448 | .000  | .788  | 4.4 | .9  | .6  | .4  | 10.3 |
| 1998–99 | Minnesota     | 43    | 42  | 33.0 | .427 | .000  | .755  | 8.2 | 1.6 | .7  | 1.5 | 13.7 |
| 1999–00 | Minnesota     | 78    | 9   | 25.3 | .464 | 1.000 | .756  | 6.2 | 1.1 | .6  | 1.1 | 9.9  |
| 2000–01 | Detroit       | 69    | 59  | 28.1 | .403 | .000  | .805  | 7.1 | 1.1 | .7  | .7  | 12.3 |
| 2001–02 | Minnesota     | 72    | 63  | 26.7 | .511 | .667  | .830  | 6.3 | 1.1 | .5  | .8  | 10.7 |
| 2002–03 | Minnesota     | 54    | 21  | 20.7 | .460 | .000  | .779  | 5.0 | .7  | .3  | 1.0 | 7.5  |
| 2003–04 | Milwaukee     | 76    | 76  | 29.7 | .439 | .200  | .859  | 8.5 | 1.0 | .6  | 1.2 | 10.9 |
| 2004–05 | Milwaukee     | 74    | 73  | 30.6 | .514 | .000  | .768  | 7.3 | .9  | .6  | .5  | 11.0 |
| 2005–06 | Milwaukee     | 44    | 5   | 20.2 | .475 | .000  | .774  | 5.2 | .7  | .6  | .3  | 8.6  |
| 2006–07 | Denver        | 11    | 0   | 13.5 | .479 | .000  | .833  | 3.6 | .3  | .6  | .6  | 5.1  |
| 2006–07 | Philadelphia  | 54    | 11  | 25.1 | .445 | .000  | .846  | 6.7 | .9  | .6  | .4  | 9.2  |
| 2007–08 | Chicago       | 50    | 35  | 22.9 | .466 | .000  | .807  | 5.3 | .9  | .5  | .6  | 11.2 |
| 2007–08 | Cleveland     | 27    | 1   | 21.5 | .512 | .000  | .652  | 5.0 | .7  | .3  | .6  | 8.1  |
| 2008–09 | Oklahoma City | 36    | 3   | 19.1 | .454 | .500  | .704  | 4.6 | .7  | .3  | .7  | 6.6  |
| 2008–09 | Cleveland     | 21    | 0   | 19.5 | .496 | .333  | .750  | 4.7 | .8  | .3  | .7  | 6.5  |
| 2009–10 | Atlanta       | 64    | 1   | 9.3  | .399 | .143  | .813  | 2.5 | .3  | .1  | .3  | 3.0  |
| 2010–11 | New Jersey    | 4     | 3   | 6.1  | .250 | .000  | .000  | .8  | .3  | 0   | 0   | 0.5  |
| 2010–11 | L.A. Lakers   | 12    | 0   | 3.7  | .167 | .000  | 1.000 | 1.5 | .3  | 0   | .3  | 0.5  |
| Total   | Total         | 1,030 | 619 | 26.2 | .455 | .238  | .790  | 6.4 | 1.0 | .6  | .8  | 10.9 |

### Playoffs
| Año   | Equipo      | PJ | PT | MPP  | %TC  | %3P  | %TL   | RPP  | APP | ROB | TPP | PPP  |
| ----- | ----------- | -- | -- | ---- | ---- | ---- | ----- | ---- | --- | --- | --- | ---- |
| 1999  | Minnesota   | 4  | 4  | 30.0 | .297 | .000 | .727  | 6.5  | 1.3 | .5  | 2.0 | 7.5  |
| 2000  | Minnesota   | 4  | 0  | 19.8 | .471 | .000 | 1.000 | 3.0  | .3  | .8  | .2  | 4.5  |
| 2002  | Minnesota   | 3  | 1  | 14.3 | .429 | .000 | .875  | 3.7  | .0  | .0  | .3  | 4.3  |
| 2003  | Minnesota   | 5  | 1  | 8.0  | .667 | .000 | 1.000 | 1.2  | .0  | .2  | .2  | 2.8  |
| 2004  | Milwaukee   | 5  | 5  | 35.0 | .491 | .000 | .923  | 10.0 | .4  | .8  | 2.0 | 13.2 |
| 2006  | Milwaukee   | 5  | 0  | 21.2 | .485 | .000 | .667  | 5.4  | .6  | .4  | .4  | 7.6  |
| 2008  | Cleveland   | 13 | 0  | 20.2 | .486 | .000 | .636  | 4.6  | .5  | .4  | .5  | 6.6  |
| 2009  | Cleveland   | 13 | 0  | 16.8 | .460 | .600 | .793  | 3.7  | .2  | .5  | .5  | 5.5  |
| 2010  | Atlanta     | 5  | 0  | 4.8  | .000 | .000 | .000  | .4   | .0  | .0  | .2  | .0   |
| 2011  | L.A. Lakers | 5  | 0  | 2.2  | .000 | .000 | .000  | .2   | .0  | .0  | .2  | .0   |
| Total | Total       | 62 | 11 | 17.4 | .451 | .375 | .780  | 3.9  | .3  | .4  | .6  | 5.4  |